# Jurij Prochorenko
Jurij Serhijowytsch Prochorenko (ukrainisch Юрій Сергійович Прохоренко, engl. Transkription Yuriy Prokhorenko; * 9. März 1951 in Kirowohrad) ist ein ehemaliger sowjetischer Stabhochspringer.
Bei den Halleneuropameisterschaften 1975 in Katowice wurde er Sechster.
1976 siegte er bei den Halleneuropameisterschaften in München und wurde Zehnter bei den Olympischen Spielen in Montreal.
1978 wurde er Vierter bei den Halleneuropameisterschaften in Mailand, 1980 schied er bei den Olympischen Spielen in Moskau ohne gültigen Versuch aus.
1976 und 1979 wurde er sowjetischer Hallenmeister.

## Persönliche Bestleistungen
- Stabhochsprung: 5,60 m, 21. Juni 1980, Leningrad
  - Halle: 5,60 m, 6. Juli 1980, Moskau